# 釋巨岷
釋巨岷（877年—949年），俗姓任，西河郡（今中國內蒙古鄂爾多斯東南）人，為後漢太原崇福寺沙門 。

## 生平
巨岷法師的父親精通六藝隱居鄉里，母親王氏皈依三寶，自從懷岷法師後更樂於求福布施行善而產下岷法師。法師年滿七歲志氣敦厚篤實，見佛寺中佛像便泪然淚下，父母知道他有宿世因緣，到了寺中便忘了回家。到西河郡的淨心院拜見宣遠論師，巨岷法師一心志求出家，苦苦哀求論師攝受，父母知道無法阻擋他的志願，便同意法師出家 。
法師年僅十歲就誦完《法華經》及《維摩詰所說經》，並堅持每日持誦十卷不斷，他的精進道心與老修行者無有差別。之後在宣遠論師的教導下，學習戒律的開遮持犯，貫通大乘法要理趣及經論精要，深通《大般涅槃經》兼習《因明論》，博覽群書，得義精深。
乾祐元年（948年），後漢高祖劉知遠以龍潛晉土之日，因尊仰巨岷法師，親自頒賜紫衣袈裟，賜號圓智大師，後續下詔宣巨岷法師住持崇福寺講堂院，並擔任內僧正的職務。。
乾祐二年（949年）十一月五日，法師無疾而終，世壽九十三歲，法臘五十四。四眾弟子悲傷不捨，依照印度荼毘火化之禮，大眾感念法師的恩德，延途執旛幢花蓋、噴灑香水送行的人佈滿郊道。一時烏雲蔽日，火未熄滅，大眾都捧著寶瓶等待盛裝舍利，得到舍利者也隨著各自的因緣，或多或少、或大或小，還有個別得到遺骨者，後具表上奏，漢隱帝勅令葬於西山天龍寺，啟建達識石塔，以官禮供養。